# On this Island
On this Island, op. 11, és un cicle de cançons per a soprano o tenor i piano compost el 1937 per Benjamin Britten sobre un text de W.H. Auden. La soprano Sophie Wyss el va estrenar amb Britten al piano al Broadcasting House Concert Hall el 19 de novembre de 1937, dos dies després del 24è aniversari de Britten. El tenor Peter Pears la va interpretar freqüentment amb el compositor.

## Cançons
1. Let the florid music praise!
2. Now the leaves are falling fast
3. Seascape
4. Nocturne
5. As it is, plenty[2]